# Бакуган: Планета битке
Бакуган: Планета битке (Bakugan Batoru Puranetto) јапанска је анимирана серија из 2018. године и рибут Бакуган бораца. Серијал је настао у продукцији студија Man of Action, Нелвана, Спин Мастер и ТМС. Тренутно има пет сезона.
У Србији, синхронизоване су прве две сезоне. Прву половину прве сезоне радио је студио Блухаус, док је остатак синхронизовао Облакодер.

## Синопсис
Ден, Шан, Винтон и Лиа су „вјутубери“ који једнога дана откривају биомеханичка бића звана бакуган. Заједно, дружина се бори против уличних банди које користе бакугане у зле сврхе, као и против других моћних корисника који желе да постану најбољи бакуган борци.

## Развој
Компанија Спин Мастер је 2015. године најавила рибут Бакугана, с тим да је тек две године касније објавила да ће се серијал емитовати 2018/2019. године, под називом „Бакуган: Планета битке“. Јануара наредне године потврђено је да ће компанија Нелвана и ТМС опет радити на серијалу.
Спин Мастер је потом подигао тужбу против компанија Alpha Group, GuangZhou Lingdong Creative Culture Technology и Mattel за наводно нарушавање патента линије играчака Бакуган. Један од извршних директора из Спин Мастера је потом најавио да ће серија играчака изађи на тржиште 2019. године.
Марта 2018. године откривено је да ће аниме усвојити краћи формат епизода, односно да ће свака епизода трајати по 11-12 минута. Као разлог томе наведено је да традиционалне епизоде од 22 минута нису прикладне за новије генерације. Такође је откривено да ће серијал имати више комчних сцена. Први промотивни постер објављен је јуна исте године. Октобра је потврђено да ће серија почети да се емитује у децембру на каналима Cartoon Network и Teletoon. 

## Емитовање
Као и оригинални серијал, Бакуган: Планета битке је колаборација између јапанске компаније ТМС и америчких фирми Нелвана и Спин Мастер. Прва сезона, сачињена од 50 пуних, односно 100 преполовљених епизода, оригинално се емитовала 31. децембра 2018. до 9. фебруара 2020. године на каналима Cartoon Network и Teletoon. Друга сезона, Бакуган: Оклопни савез, емитовала се од 16. фебруара 2020. до 3. јануара 2021. године, са укупно 52 (104) епизоде. Трећа сезона, Бакуган: Геоган Рајзинг, емитовала се од 24. јануара  до 12. септембра 2021. године, са укупно 26 (52) епизоде. Четврта сезона, Бакуган: Еволуције, емитовала се од 6. фебруара до 23. октобра 2022. године, са укупно 30 (60) епизода. Пета сезона, Бакуган: Легенде, почела је са емитовањен 1. марта 2023. године.
Поред главног серијала, Спин Мастер је на свом јутјуб каналу емитовао кратке, комичне клипове, под називом  Bakugan: Beyond the Brawl.
У Србији, синхронизоване су прве две сезоне. Епизоде 1-26 радио је студио Блу Хаус, и емитовале су се 2019. године на каналима Пикабу и Декси ТВ. Остатак прве и другу сезону синхронизовао је студио Облакодер. Епизоде су се емитовале на каналу Декси ТВ, почевши од 22. септембра 2020. године.

### Улоге

#### Сезона 1, епизоде 1—26 (студио Блухаус)
| Име лика                   | Српски глас              |
| -------------------------- | ------------------------ |
| Дан/Ден Кузо               | Огњен Дрењанин           |
| Шан Казами, Мек            | Никола Тодоровић         |
| Винтон Стајлс              | Милан Антонић            |
| Лија/Лиа Венегас           | Ања Орељ                 |
| Магнус Блек                | Милан Тубић              |
| Филмонеа Даск итд.         | Наташа Балог             |
| Синдијус, Холкор           | Стеван Пиале             |
| Кубо                       | Вук Гајић                |
| Макс итд.                  | Снежана Јеремић Нешковић |
| Гортион, Шарго Ронин, Трип | Милан Чучиловић          |
| Вероника Венегас           | Мина Лазаревић           |
| Уводна шпица, Драго итд.   | Марко Марковић           |

#### Сезона 1 (епизоде 27—50) — Сезона 2 (студио Облакодер)
| Име лика                                              | Српски глас               |
| ----------------------------------------------------- | ------------------------- |
| Дан/Ден Кузо                                          | Стеван Здравић            |
| Шан Казами, Мек                                       | Мирјана Требињац          |
| Ађит                                                  | Матија Живковић           |
| Винтон Стајлс, Хајдрус                                | Стеван Шербеџија          |
| Лија/Лиа Венегас                                      | Драгана Кураица           |
| Магнус Блек                                           | Данило Михајловић Клинчар |
| Бентон Даск, Аџит                                     | Страхиња Блажић           |
| Вероника Венегас, Пегатрикс (С2), Софи Џадсон Ворфилд | Маја Николић              |
| Драго, Тоши Казами, Дуран Дејн итд.                   | Дејан Дедић               |
| Пегатрикс (С1)                                        | Јелена Тркуља             |
| Калус, Ферол, Трико                                   | Мирко Јокић               |
| Емили (С1)                                            | Круна Ђорђевић            |
| Пајревијен                                            | Сунчица Милановић         |
| Кјурин                                                | Матеа Трифуновић          |
| Лорд Бракен (С2), Баз                                 | Лука Радосављевић         |
| Хавик                                                 | Никола Ранђеловић         |
| Чајна Рајот                                           | Ана Марија Стаменковић    |
| Келовеј Сторм                                         | Александар Кецман         |
| Пепе                                                  | Анита Стојадиновић        |
| Лорд Бракен (С1)                                      | Младен Леро               |
| Нилус, Мек Кју, Аулкор                                | Иван Благојевић           |
| Кревиц, Ебони                                         | Нина Перишић              |
| Трокс, Мистер Би                                      | Славиша Репац             |
| Чед, Ноа Шмит, Емили (С2), Сајрус                     | Ђурђина Радић             |
| Еверет Реј                                            | Владимир Тешовић          |
| Кеико                                                 | Снежана Кнежевић          |
| Пуковник Трип                                         | Предраг Ђорђевић          |
| Горин                                                 | Душан Мајкић              |
| Кода                                                  | Марија Жеравица           |
| Вођа циркуса, Мистер Голд                             | Владан Милић              |
| Водитељ                                               | Ђорђе Марковић            |
| Уводна шпица                                          | Марко Марковић (С1)       |

## Спољашњи извори
- Званични вебсајт Архивирано на веб-сајту  (9. март 2023) (језик: енглески)
- Званични вебсајт Архивирано на веб-сајту  (19. јануар 2021) (језик: јапански)